# Claus de Werve
Claus de Werve (* um 1380 in Hattem oder Haarlem; † 8. Dezember 1439 in Dijon), in Quellen auch Claux de Werve, war ein niederländischer Bildhauer.
Er war im Dezember 1396 erstmals in der Bildhauerwerkstatt in Dijon tätig. De Werve war ein Schüler und Neffe von Claus Sluter, dem er ebendort 1404 als Hofbildhauer („valet de chambre“) der Herzöge von Burgund folgte. Werve soll das Grabmal für Herzog Philipp II. den Kühnen in Dijon 1410 vollendet haben. Er erhielt dann den Auftrag für ein Grabmal für Herzog Johann Ohnefurcht und dessen Frau Margarete von Bayern, doch begann er nie daran zu arbeiten. Werves Stil orientierte sich an Sluters Realismus.

## Werke
- Maria mit Kind aus dem Klarissenkloster in Poligny, um 1415/17 (135,5 × 104,5 × 68,6 cm, Kalkstein mit Fassung und Vergoldung; New York, Metropolitan Museum of Art, Inv. Nr. 33.23)[6]

## Arbeiten aus dem Umkreis
- Apostel Paulus aus der de Plaine-Kapelle in der Jakobinerkirche Poligny, um 1420/30 (120 × 64,8 × 30,5 cm, Kalkstein mit Fassungsresten; New York, Metropolitan Museum of Art, Inv. Nr. 22.31.1)[7]